# Kasper Lubomirski
Kasper Lubomirski herbu Drużyna, książę (ur. 9 maja 1724 w Połonnem, zm. 6 czerwca 1780 w Zwiahlu) – generał lejtnant wojsk rosyjskich oraz poseł, syn Teodora (marszałka sejmu), kawaler Orderu Świętego Stanisława. Posiadał majątki w Łańcucie, Ujazdowie i Połonnem. Pełnił urząd starosty chmielnickiego.
Był uczniem Collegium Nobilium. Uczestniczył w wojnie siedmioletniej w składzie wojsk rosyjskich. W 1758, jako generał lejtnant, dowodził korpusem w Prusach Wschodnich. Zasłużył się w bitwie pod Kunersdorfem w 1759 i został odznaczony rosyjskim Orderem Świętego Aleksandra Newskiego. W 1763 sprzedał Stanisławowi Poniatowskiemu posiadłość Ujazdów z zamkiem i łazienką w zwierzyńcu. W 1764 posłował z Wołynia na sejm koronacyjny, a w 1766 na sejm Czaplica z województwa kijowskiego. 
Był członkiem konfederacji radomskiej w 1767. W załączniku do depeszy z 2 października 1767 roku do prezydenta Kolegium Spraw Zagranicznych Imperium Rosyjskiego Nikity Panina, poseł rosyjski Nikołaj Repnin określił go jako posła właściwego dla realizacji rosyjskich planów na sejmie 1767 roku. W tymże roku, jako poseł na sejm repninowski z ziemi czerskiej, wszedł w skład delegacji wyłonionej pod naciskiem posła rosyjskiego Nikołaja Repnina, powołanej w celu określenia ustroju Rzeczypospolitej.
Na tydzień przed zawiązaniem konfederacji barskiej donosił Repninowi o przygotowaniach w Barze. W 1769 pojmany przez konfederatów barskich na zamku rzeszowskim, zmuszony został do zapłacenia okupu. Na czele oddziału wojsk rosyjskich uczestniczył w walkach z konfederatami barskimi, gdzie zasłynął z bezwzględności i okrucieństwa.
W 1777 został członkiem polskiej loży wolnomularskiej (Parfait Silence).

## Życie prywatne
Kasper Lubomirski poślubił Barbarę Lubomirską, córkę Jerzego Ignacego Lubomirskiego. Mieli dwie córki, Józefę i Mariannę.